# Kaupangerska lesena cerkev
Kaupangerska lesena cerkev (norveško Kaupanger stavkyrkje) je največja cerkev v okrožju Vestland na Norveškem. Je župnijska cerkev Norveške cerkve v občini Sogndal in stoji v vasi Kaupanger, na severni obali Sognefjorda. Rjava lesena cerkev je bila zgrajena sredi 12. stoletja (okoli leta 1140) in je od takrat v uporabi. Cerkev sprejme približno 125 ljudi.
Cerkev je norveška kulturna dediščina in je v lasti Društva za ohranjanje starodavnih norveških spomenikov. Ladjo podpira 22 drogov (velikih nosilnih stebrov), po osem na daljših stranicah in po tri na krajših. Dvignjeni kor nosijo štirje prostostoječi stebri. Cerkev ima največje število stebrov od vseh lesenih cerkva. Je največja od petih cerkva lesenih v okrožju Sogn og Fjordane.

## Zgodovina
Najzgodnejši obstoječi zgodovinski zapisi o cerkvi segajo v leto 1308, vendar cerkev tega leta ni bila zgrajena. Prva cerkev v Kaupangerju je bila lesena cerkev, ki je bila verjetno zgrajena sredi 11. stoletja. O tej cerkvi ni veliko znanega, razen da je bila pravokotna stavba. V začetku 12. stoletja so na istem mestu zgradili novo leseno cerkev. Ta cerkev je na neki točki pogorela (verjetno v 1130-ih), nato pa je bila sedanja cerkev zgrajena na istem mestu. Zgodovinsko gledano se je domnevalo, da je bila cerkev zgrajena v poznem 12. stoletju po bitki pri Fimreite, vendar so nedavne raziskave spremenile ta datum. Cerkev je bila verjetno zgrajena sredi 12. stoletja, okoli leta 1140. Kaupanger je bil trg, ki ga je kralj Sverre leta 1184 požgal, da bi kaznoval lokalne prebivalce, ker ga niso ubogali. Pred tem so domnevali, da je v tem požaru zgorela druga cerkev (zgrajena v začetku 12. stoletja). Arheološke raziskave v 1960-ih so pokazale, da je druga cerkev pogorela, zato se domneva, da je bila v požaru leta 1184. Sledi da je bila sedanja cerkev zgrajena po tem, verjetno okoli leta 1190. Nedavne raziskave pa so spremenile tudi te predpostavke. Dendrokronologija je pokazala, da je bil les, uporabljen za gradnjo sedanje cerkve, posekan leta 1137. Tudi Sverrijeva saga ne omenja požiga te cerkve v času, ko je bilo požgano mesto. Posledično se zdaj domneva, da je bila cerkev zgrajena okoli 1140–1150 in da je druga cerkev pred tem zgorela v drugem požaru.
V 13. stoletju so cerkev povečali proti zahodu, tako da so ladji dodali približno 3,5 metra. Po tem dodatku je ladja merila približno 13 krat 7,5 metrov. Leta 1625 je bil prenovljen in povečan kor. Približno takrat so odstranili tudi pokriti hodnik, ki je obdajal cerkev, in v ladjo dodali nekaj majhnih oken. Skozi stoletja je bilo v cerkvi in na zunanjosti izvedenih več obnov. Leta 1862 je bila izvedena večja rekonstrukcija, ki so jo poimenovali brutalna modernizacija. V stranice cerkve so vrezali nove nize oken, namestili belo zunanjo oblogo in prekrili staro skodlasto streho s temnimi strešniki. V letih 1959–1960 je bila izvedena obnova in številne spremembe iz leta 1862 so bile razveljavljene in vrnjena v videz iz 17. stoletja. Prižnica, oltarna slika in krstilnik, ki so v cerkvi, so iz 1620-ih ali 1630-ih. Leta 1984 so skladatelja Arneja Nordheima navdihnili zapisi in zvok srednjeveških zvonov v Kaupangerski cerkvi, da je skladal delo Klokkesong, ki je bilo prvič izvedeno v cerkvi kot del 800. obeležitve bitke pri Fimreite.

## Galerija
- Zunanji sprednji pogled
- Zunanji sprednji pogled
- Zunanji pogled od zadaj
- Krstilnik
- Kor
- Notranjost
- Cerkvena ladja
- Stare stenske poslikave
- Slika nad korom
- Pogled na stebre (staves) v notranjosti cerkve
- Prižnica